# (13672) Tarski
(13672) Tarski ist ein Asteroid des Hauptgürtels, der am 30. Mai 1997 vom italo-amerikanischen Astronomen Paul G. Comba am Prescott-Observatorium (IAU-Code 684) in Arizona entdeckt wurde.
Der Asteroid wurde am 23. Mai 2000 nach dem polnisch-US-amerikanischen Mathematiker und Logiker Alfred Tarski (1902–1983) benannt, der grundlegende Beiträge zu beiden Formalwissenschaften sowie formaler Wahrheitstheorie erarbeitete.